# Harrisia martinii
Harrisia martinii là một loài thực vật có hoa trong họ Cactaceae. Loài này được (Labour.) Britton mô tả khoa học đầu tiên năm 1920.

## Hình ảnh

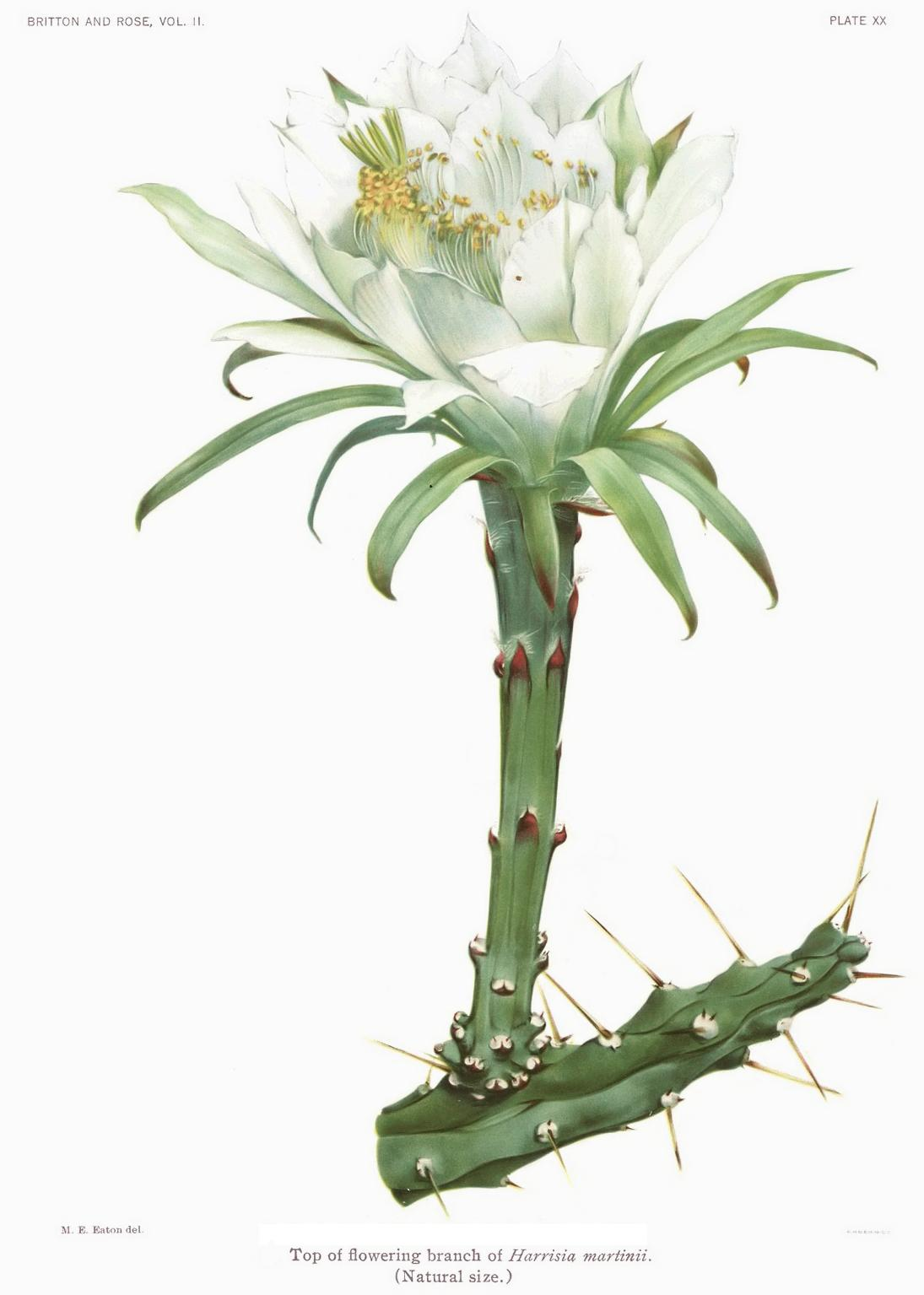
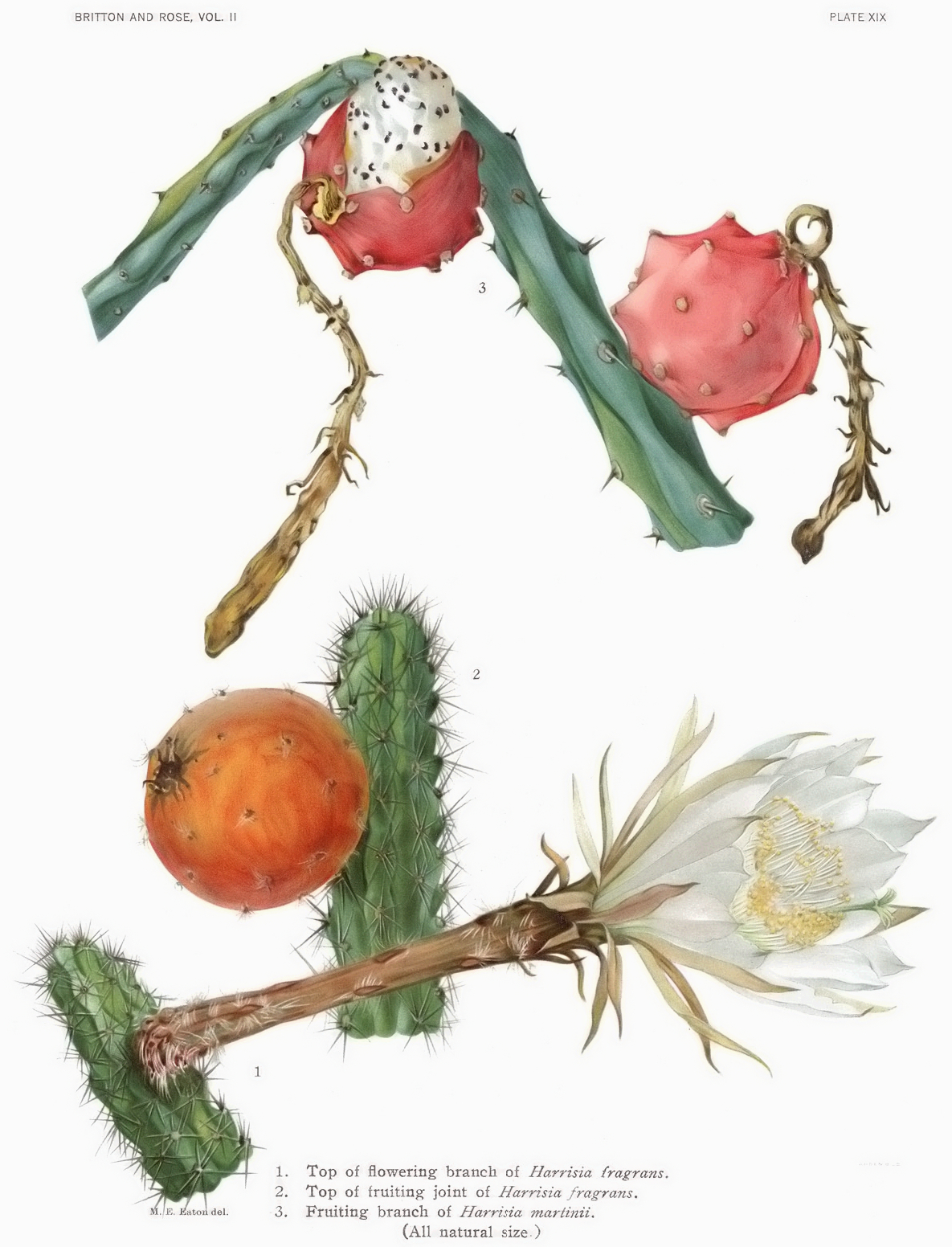
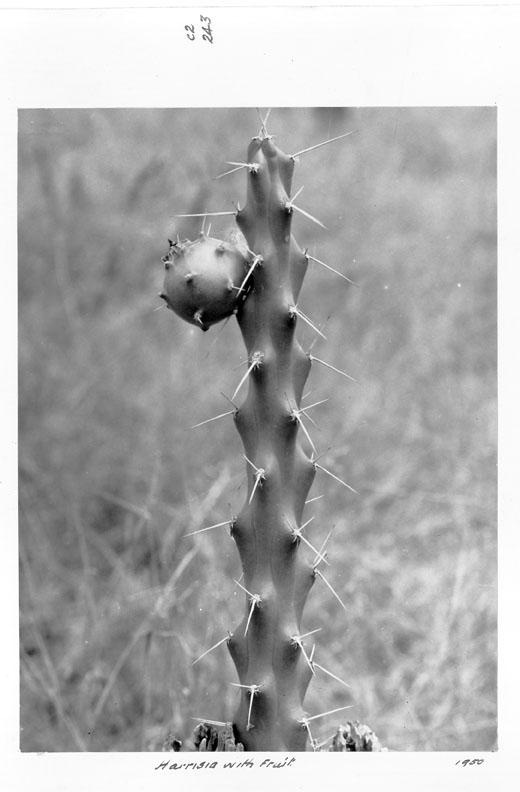
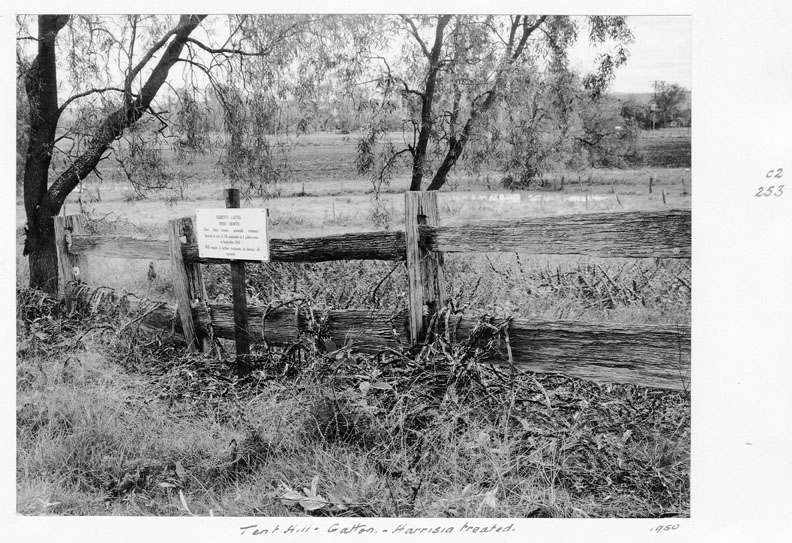